# María Unzueta

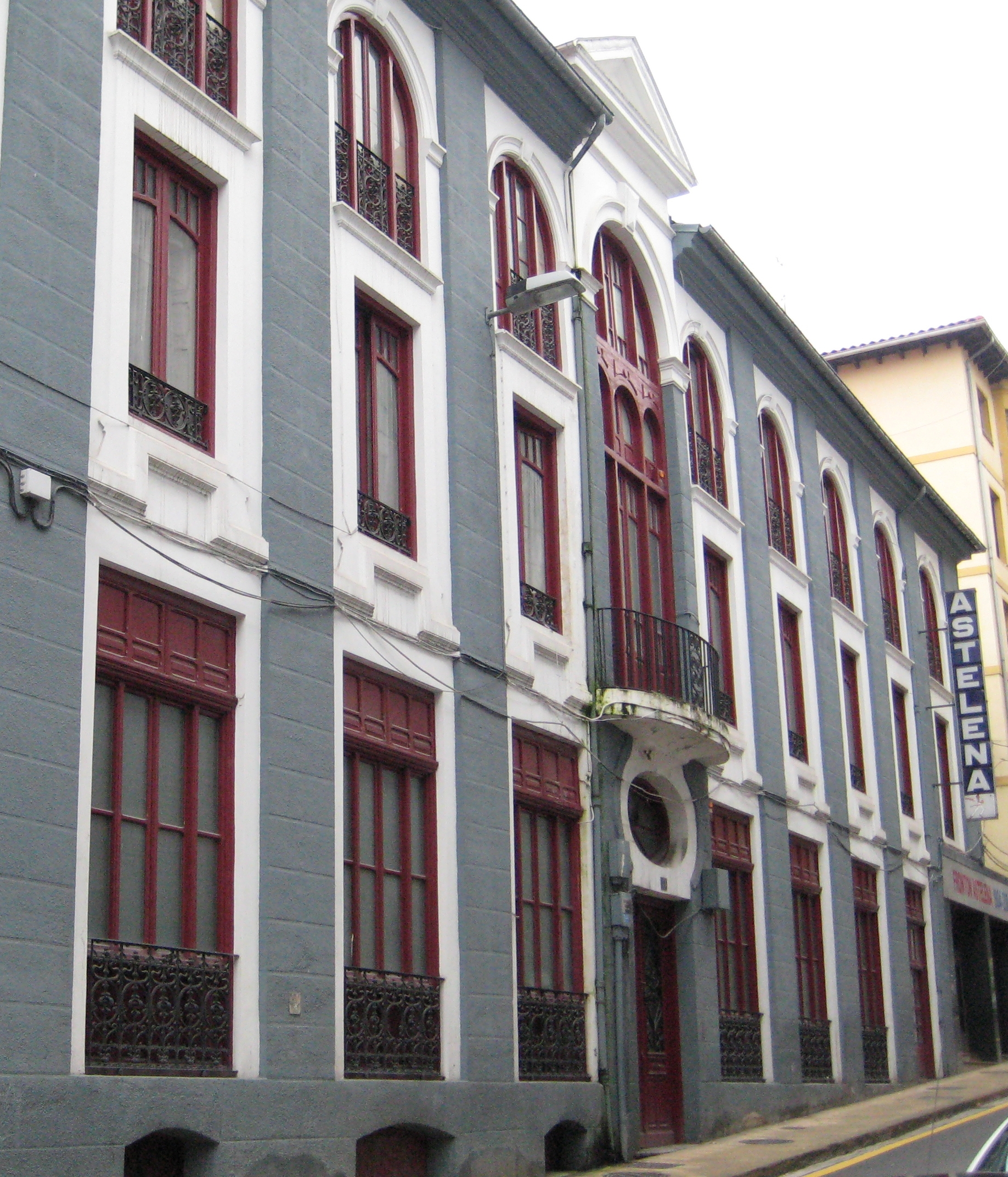
Fachada del Frontón Astelena en Éibar, Guipúzcoa.

María Unzueta Echevarría (1878-1948), fue una pelotari española, fue la primera y única mujer pelotari que practicó la especialidad de cesta punta.

## Biografía
María Unzueta Echevarría nació en la localidad guipuzcoana de Éibar en el País Vasco, España en 1883 Se trasladó con su familia, sus padres y sus tres hermanos (Cleto, Cecilio y Felipe), a Bilbao ya que su padre comenzó a regentar el frontón "La Amistad" de la capital vizcaína. Ligada al deporte de la pelota a mano se decantó pronto por la cesta a punta y siendo niña comenzó su práctica, sus progresos fueron rápidos y a los quince años de edad entrenaba con los jugadores profesionales.
Se trasladó con un hermano pelotari a Madrid, al ser este contratado por la Empresa del Frontón Central de Madrid. Allí María juega habitualmente y al verla jugar el importante empresario Luciano Berriatua quiso contratarla para el juego profesional en pareja con su hermano. El padre de María se negó rotundamente a ello impidiendo de esta forma la carrera profesional de la deportista. 
Conoce a Juanito Madariaga, también pelotari, con el que entabla relaciones, pero poco después Madariaga muere en un partido de pelota al darle esta en la sien, lo que influye en María para evitar relaciones con otros pelotaris,
En 1904, con 26 años de edad, se casa y fija su domicilio en Éibar, donde su padre regentaba el frontón Astelena. Allí pone una academia de corte y costura. En 1936, ya viuda, se traslada a México donde entra como turista en 11 de marzo de 1937. En México, donde vivía su hermano Felipe, que como Cecilio también era pelotari, fijando su residencia en Acapulco donde residió junto a sus hermanos Felipe y Cecilio.
María Unzueta permaneció en México hasta su muerte el 18 de febrero de 1948.